# Чвертко Анатолій Іванович
Анато́лій Іва́нович Чвертко́ (1914—2013) — доктор технічних наук України, лауреат Державної премії УРСР (1980), учасник Другої світової війни, ветеран праці.

## Життєпис
Трудову діяльність розпочав в 1930-х. Протягом 1941—1946 років — працівник Київського авіаційного заводу (і під час евакуації в Новосибірськ).
Від травня 1946 рокі і до кінця днів своїх - в Київському інституті електрозварювання. Довгий час працював під орудою Євгена Оскаровича Патона. Пройшов творчий шлях від ведучого конструктора до начальника Дослідно-конструкторського і технологічного бюро — був серед його засновників та керував три десятки років. Головний науковий співробітник, доктор технічних наук.
Є автором понад 400 наукових робіт авторських свідоцтв та патентів.
Професор зварювального факультету КПІ.
Лауреат Державної премії УРСР 1980 року — «Розробка основ, створення і впровадження у промисловість технології та обладнання для плазмодугової виплавки злитків сталей і сплавів із заготовок та некомпактної шихти» — у складі колективу: Асоянц Григорій Баградович, Григоренко Георгій Михайлович, Забарило Олег Семенович, Клюєв Михайло Маркович, Лакомський Віктор Йосипович, Прянишников Ігор Степанович, Торхов Геннадій Федорович, Феофанов Лев Петрович (посмертно), Шехтер Семен Якович.
Серед патентів: «Пристрій для автоматичного зварювання під флюсом в стелевому положенні», співавтори Варенчук Павло Олександрович, Дубовецький Василь Якович, Ковальов Валентин Деонисович, Новиков Анатолій Максимович, Пашкевич Валентин Рафаїлович, Тищенко Василь Васильович, Патон Володимир Євгенович.
Нагороджений орденом Дружби народів, Почесною Грамотою ВР УРСР, відзнакою НАН України «За підготовку наукової зміни», заслужений машинобудівник УРСР.